# Luigi Canzi
Luigi Canzi (Milano, 29 settembre 1839 – Milano, 19 novembre 1922) è stato un politico, imprenditore e patriota italiano.

## Biografia
Figlio di Canzo Canzi e Margherita Pecchio, appartenenti all'alta borghesia milanese, ebbe una sorella e sposò Maria Antongini da cui ebbe l'unico figlio, Mario.
Ufficiale di Giuseppe Garibaldi, fu membro dei collegi lombardi, Presidente della Banca Commerciale Italiana dal 1916 al 1919 e senatore del Regno d'Italia dal 1910 al 1922. Fu tra i pionieri della coltivazione di tabacco e barbabietole da zucchero in Italia. Fu sindaco della città di Gerenzano.